# Lion City Sailors FC
Lion City Sailors FC (dawniej Home United F.C) – singapurski klub piłkarski grający obecnie w S-League. Home United wygrało S-League w 1999 roku i w 2003 roku, Puchar Singapuru w 2000, 2001, 2003 i 2005 roku, a w 2009 zajęli 3. miejsce w Pucharze Ligi Singapurskiej. Ich przydomek to "The Protectors". Ich stadionem jest Bishan Stadium o 5500 miejscach.

## Sukcesy
- S-League
  - mistrzostwo (3): 1999, 2003, 2021
- National Football League
  - mistrzostwo (1): 1985
- Puchar Singapuru
  - zwycięstwo (6): 2000, 2001, 2003, 2005, 2011, 2013
  - finał (3): 2004, 2014, 2015
- Singapore FA Cup
  - zwycięstwo (3): 2013, 2015, 2016

## Skład na sezon 2018
| Nr | Poz. | Piłkarz               |
| -- | ---- | --------------------- |
| 1  | BR   | Kenji Syed Rusydi     |
| 2  | OB   | Shakir Hamzah         |
| 3  | PO   | Anumanthan Kumar      |
| 4  | OB   | Juma'at Jantan        |
| 5  | PO   | Amy Recha             |
| 6  | OB   | Abdil Qaiyyim Mutalib |
| 7  | PO   | Aqhari Abdullah       |
| 8  | PO   | Song Ui-young         |
| 9  | OB   | Faritz Abdul Hameed   |
| 10 | NA   | Amiruldin Asraf       |
| 11 | OB   | Zulfadhmi Suzliman    |
| 12 | NA   | Iqram Rifqi           |

| Nr | Poz. | Piłkarz                 |
| -- | ---- | ----------------------- |
| 13 | PO   | Izzdin Shafiq (kapitan) |
| 14 | PO   | Fazli Ayob              |
| 15 | OB   | Faizal Roslan           |
| 17 | NA   | Shahril Ishak           |
| 18 | OB   | Shahrin Saberin         |
| 19 | PO   | Hafiz Nor               |
| 20 | PO   | Arshad Shamim           |
| 22 | BR   | Eko Pradana Putra       |
| 23 | PO   | Christopher van Huizen  |
| 24 | BR   | Rudy Khairullah         |
|    | PO   | Muhaimin Suhaimi        |
|    | PO   | Haiqal Pashia Anugrah   |